# Бадија Тедалдо
Бадија Тедалдо (итал. Badia Tedalda) је насеље у Италији у округу Арецо, региону Тоскана.
Према процени из 2011. у насељу је живело 378 становника. Насеље се налази на надморској висини од 699 м.

## Становништво
Према резултатима пописа становништва 2011. у општини је живело 1.091 становника.
| 1931. | 1936. | 1951. | 1961. | 1971. | 1981. | 1991. | 2001. | 2011. |
| ----- | ----- | ----- | ----- | ----- | ----- | ----- | ----- | ----- |
| 3.669 | 3.485 | 3.290 | 2.718 | 1.918 | 1.564 | 1.390 | 1.215 | 1.091 |